# Rockwood (Michigan)
Pour les articles homonymes, voir Rockwood.
Rockwood est une ville du comté de Wayne, dans l'État américain du Michigan. La population était de 3 289 habitants au recensement de 2010.

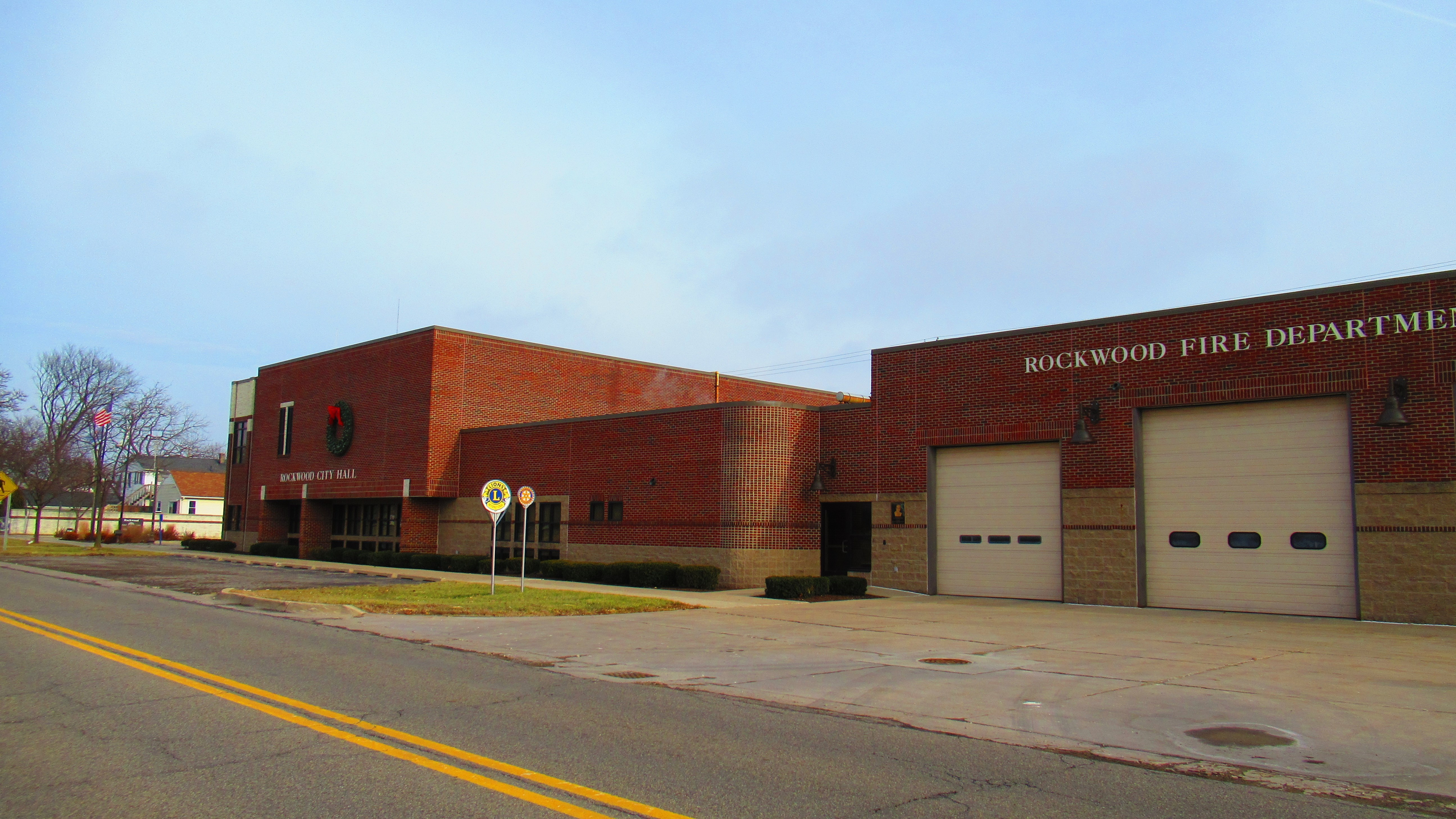
Hôtel de ville et service d'incendie de Rockwood

## Géographie
Selon le Bureau du recensement des États-Unis, la ville a une superficie totale de 6,86 km², dont 6,53 km² de terre et 0,34 km² d'eau.

## Démographie

### Recensement 2010
Lors du recensement de 2010, 3 289 personnes, 1 295 ménages et 900 familles vivaient dans la ville. La densité de population était de 1 305,2 habitants par mile carré (503,9/km²). Il y avait 1 387 unités de logement avec une densité moyenne de 550,4 habitants par mile carré (212,5/km²). La composition raciale de la ville était la suivante : 94,6% de Blancs, 1,7% d'Afro-Américains, 0,9% d'Amérindiens, 0,9% d'Asiatiques, 0,4% d'autres races et 1,5% de deux races ou plus. Les hispaniques ou les latinos de toute race représentaient 2,7 % de la population.
Il y avait 1 295 ménages, dont 32,1 % avaient des enfants de moins de 18 ans vivant avec eux, 52,0 % étaient des couples mariés vivant ensemble, 12,4 % avaient une femme au foyer sans mari présent, 5,1 % avaient un homme au foyer sans femme présente et 30,5 % étaient non familiaux. 25,9 % de tous les ménages étaient composés d'individus, et 8,6 % avaient une personne vivant seule et âgée de 65 ans ou plus. La taille moyenne des ménages était de 2,52 personnes et la taille moyenne des familles de 3,04 personnes
L'âge médian dans la ville était de 40,9 ans. 23 % des résidents avaient moins de 18 ans ; 8,4 % avaient entre 18 et 24 ans ; 24,7 % avaient entre 25 et 44 ans ; 31,8 % avaient entre 45 et 64 ans ; et 12 % avaient 65 ans ou plus. La composition par sexe de la ville était de 50,1 % d'hommes et 49,9 % de femmes.

## Gouvernement
Rockwood utilise un conseil municipal composé de sept membres, dont le maire. En mars 2020, le maire actuel est Daniel G. Guzzi.

## Éducation
Rockwood se trouve dans le district scolaire de Gibraltar.